# Legendäre böhmische Herrscher

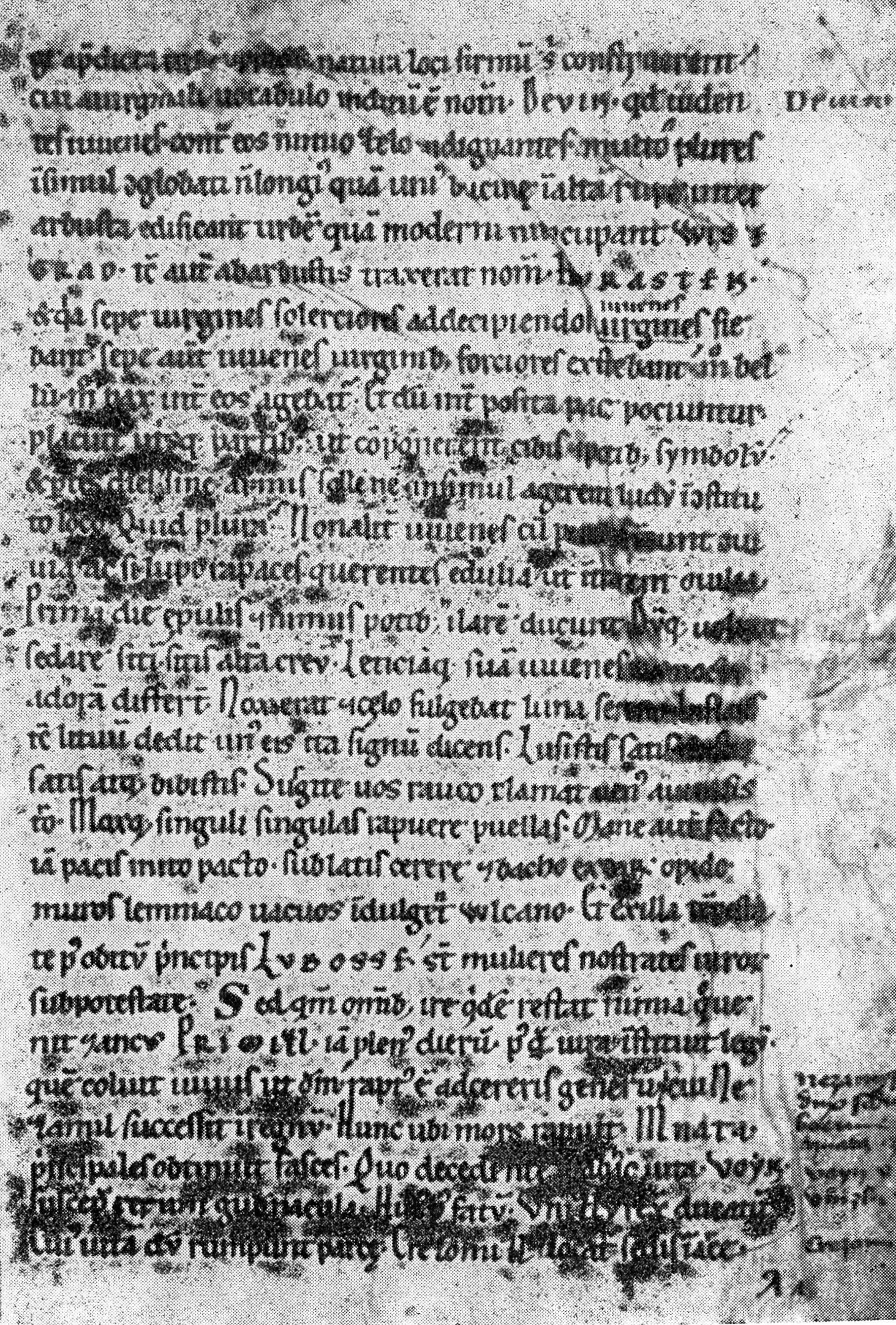
Bautzener Handschrift der Chronica Boemorum, 12. Jahrhundert. Unten auf der Seite findet sich das Namensverzeichnis der sieben legendären böhmischen Herrscher nach Přemysl.

Die legendären böhmischen Herrscher sind vorchristliche Ahnen der Přemysliden-Dynastie in Böhmen. Ihre Namen sind in der Chronica Boemorum des Cosmas von Prag vom Anfang des 12. Jahrhunderts überliefert und in eine Schilderung der Anfänge böhmischer Geschichte eingebettet. Die Herkunft des böhmischen „Stammes“ und der herrschenden Dynastie nach Cosmas ist Gegenstand mythologischer Forschung. Seine Darstellung der ältesten Landesgeschichte hat sich in Form von Sagen bis in die Neuzeit erhalten.

## Überlieferung
Cosmas nennt als ersten Herrscher der Tschechen den Urvater Čech, der den Stamm ins Land geführt hat, als zweiten den Richter Krok, Vater von drei Töchtern. Libuše, die jüngste von ihnen, wurde als Ehefrau des Pflügers Přemysl Stammmutter der Dynastie. In die Lebenszeit von Libuše und Přemysl verlegt die Cosmas-Chronik auch die Gründung der Prager Burg und die Schilderung eines Krieges der Geschlechter in Böhmen, in dem die Frauen unterliegen.
Nach dem Tod des Přemysl fügt Cosmas eine Abfolge von sieben Herrschern ein. Im heutigen Tschechisch werden ihre Namen Nezamysl, Mnata, Vojen, Vnislav, Křesomysl, Neklan und Hostivít geschrieben. Diese Schreibweise entspricht nicht vollkommen, aber weitgehend der ursprünglichen. Die vollständige Passage lautet im lateinischen Original und deutscher Übersetzung:
Premizl iam plenus dierum, postquam iura instituit legum, quem coluit vivus ut deum, raptus est ad Cerris generum. Cui Nezamysl successit in regnum. Hunc ubi mors rapuit, Mnata principales obtinuit fasces. Quo descente ab vita Voyn suscepit rerum gubernacula. Huius post fatum Vnislau rexit ducatum. Cuius vitam dum rumpunt Parce, Crezomizl locatur sedit in arce. Hoc sublato e medio Neclan ducatus potitur solio. Hic ubi vita discessit, Gostivit throno successit.
Als Přemysls Tage gezählt waren, nachdem er Recht und Gesetz festgelegt hatte, wurde er zum Schwiegersohn der Ceres genommen, den er zu Lebzeiten als Gott verehrt hatte. Ihm folgte Nezamysl in der Regierung nach. Als diesen der Tod holte, erhielt Mnata die herrschaftlichen Abzeichen. Nach dessen Ableben übernahm Vojen das Ruder der Herrschaft. Nach dessen Tod regierte Vnislav das Herzogtum. Als dessen Leben die Parzen durchtrennten, kam Křesomysl auf den hohen Stuhl. Als dieser dem Leben entrissen wurde, bemächtigte sich Neklan des herrschaftlichen Sitzes. Als von diesem das Leben wich, bestieg Hostivít den Thron.
Mehr weiß der Chronist von diesen Fürsten nicht zu berichten, nur mit Neklan verbindet er die Erzählung von einem Krieg der Tschechen mit einem Nachbarstamm der Lučané. Die Herrscher werden zwar in einem Nachsatz als ungebildet und „dem Bauch und dem Schlaf ergeben“ beschrieben, dies ist aber als ein gelehrtes Klischee nach antiken Vorbildern anzusehen.

## Deutungen
Der erste Teil der Erzählung von der Ankunft des Čech in Böhmen bis zur Hochzeit von Přemysl und Libuše ist klar als Mythos erkennbar. Seine Gestalten und Motive finden sich, wenn auch in abweichender Form, bereits in der Christianslegende vom Ende des 10. Jahrhunderts. Ob die Namen des Herrscherverzeichnisses konkreten historischen Personen zuzurechnen sind, ist dagegen umstritten. Sie sind außer bei Cosmas in keiner anderen Quelle überliefert. Der erste Přemysliden-Herrscher, der in zeitgenössischen Quellen auftaucht, ist Ende des 9. Jahrhunderts Bořivoj I. Er wird bei Cosmas zu einem Sohn des Hostivít.
Die Forschung des 19. und frühen 20. Jahrhunderts entwickelte zahlreiche Theorien über Herkunft und Bedeutung des Verzeichnisses. Die Personennamen wurden als Ortsnamen, Götternamen oder Bezeichnungen von Wochentagen gedeutet, auch eine pure Erfindung des Chronisten wurde diskutiert. Heute besteht weitgehend Einigkeit darüber, dass die Abstammungsliste nicht als Schöpfung Cosmas’ gelten kann. Dagegen spricht schon die rhythmisierte Form, und auch die Vorgehensweise des Chronisten, dem ein sorgfältiger Umgang mit seinen Quellen bescheinigt wird.
In neuerer Zeit vertrat Vladimír Karbusický noch einmal die These, dass die Liste keine Personennamen, sondern auseinandergerissene Wörter eines Satzes beinhaltet. Cosmas habe Fragmente eines epischen Gesangs übernommen, der vom Sieg der Böhmen über das ostfränkische Heer Ludwigs des Deutschen im Jahr 849 erzählte. Der Satz, der ein Friedensangebot der Böhmen an die Franken enthalten habe, lautet in der Rekonstruktion:
Krok’ kazi, (Thetka?), lub ... premysl ...,
nezamysl ... m ... na ta voj’n ... ni zla,
kr’z ... my s ... neklan ..., gosti vít ...
Unterbrich deine Schritte (Anrede), überlege lieber:
Wir denken nicht an einen Krieg mit dir und an nichts Böses,
wir verbeugen uns nicht vor dem Kreuz, Fremde heißen wir willkommen.
Karbusickýs These wird zwar weiterhin diskutiert, mehrheitlich aber als unplausibel abgelehnt. Die heute weitgehend akzeptierte Deutung des Historikers Dušan Třeštík geht dagegen davon aus, dass Cosmas tatsächlich Namen überlieferte. Demnach handelt es sich um die Aufzeichnung eines ursprünglich mündlich weitergegebenen öffentlichen Vortrags. Vergleichbare Aufzählungen von Familiennamen finden sich in vielen indogermanischen Kulturen. Sie wurden zum Beispiel bei der Einsetzung irischer und schottischer Stammeskönige rezitiert, und auch die Dynastien der Piasten und Rurikiden kennen sagenhafte Herrscher zu Beginn der Stammlinie. Da solche Verzeichnisse oft mit einer Gottes- oder Heldengestalt beginnen und anschließend mit historischen Persönlichkeiten fortfahren, ist die Echtheit der Überlieferung nicht ganz ausgeschlossen. Sie konnte jedoch bisher nicht nachgewiesen werden.
Als sicher legendär gelten Přemysl und Nezamysl aufgrund ihrer Namensähnlichkeit, denn solche typischen „göttlichen Zwillingspaare“ finden sich zum Beispiel bei den Römern mit Romulus und Remus oder bei den Angelsachsen mit Hengest und Horsa. Nur der letzte in der Reihe, Hostivít, gilt als wahrscheinlich historische Person und tatsächlicher Vater des ersten nachweisbaren Přemysliden-Herrschers.

## Sagen
Die Überlieferung der Cosmas-Chronik blieb im Mittelalter Bestandteil des „offiziellen“ Geschichtsbildes. Bei Dalimil und Přibík Pulkava findet sich, wie bei Cosmas, nach Přemysl lediglich eine Abfolge der Herrschernamen. In der Chronik des Václav Hájek z Libočan aus dem 16. Jahrhundert sieht das Bild jedoch bereits anders aus. Die sieben Herrscher sind nicht nur mit Familie, Wohnort und Lebensdaten ausgestattet, Hájek verzeichnete auch zahlreiche Ereignisse, die sich während ihrer Lebenszeit ereignet haben sollen. In dieser Ausgestaltung der mythologischen Motive zu Volkssagen sind die legendären Přemysliden bis in die Neuzeit bekannt geblieben, auch wenn Hájeks ausführliche Fassung heute nicht mehr verbreitet ist.
Die bekannteste literarische Version verfasste 1894 Alois Jirásek unter dem Titel „Alte böhmische Sagen“ (Staré pověsti české). Jirásek folgt im Wesentlichen der ursprünglichen Gewichtung. Er schildert die Geschehnisse von der Ankunft des Čech bis zum Tod des Přemysl und den Krieg zu Zeiten Neklans. Von Hájek übernimmt er zwei Heldengestalten: Bivoj, der ein gefährliches Wildschwein im Kampf besiegt, und Horymír, der mit seinem sprechenden Pferd Šemík die Burgmauer von Vyšehrad überspringt und so einem Todesurteil entgeht. Die Lebensläufe der sieben Herrscher zwischen Přemysl und Bořivoj sind erneut zu einer bloßen Namensfolge zusammengestrichen. In dieser Fassung ist die Erzählung von den vorchristlichen Přemysliden Bestandteil der heutigen tschechischen literarischen Tradition.

## Galerie

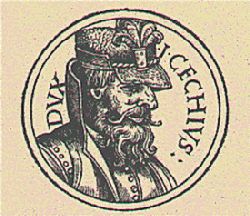
Čech
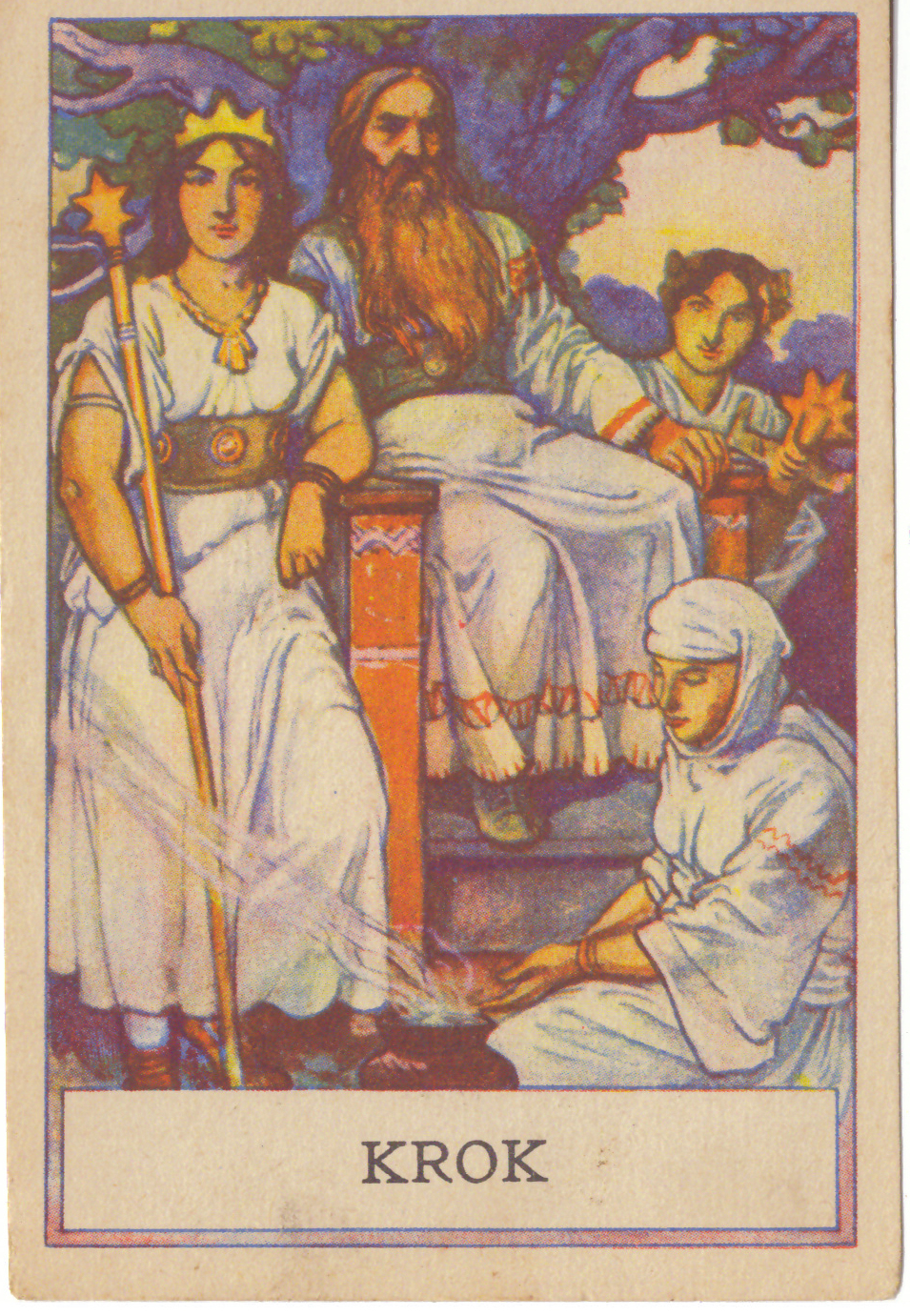
Krok
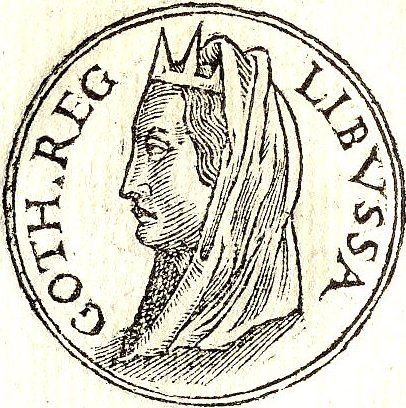
Libuše
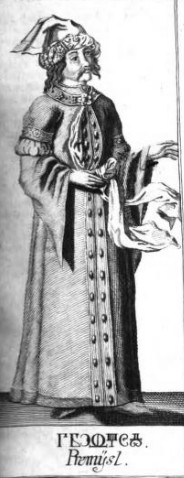
Přemysl der Pflüger
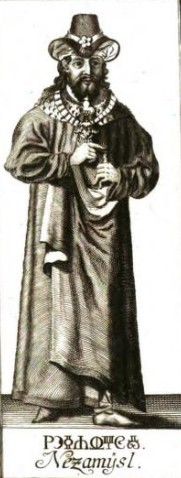
Nezamysl
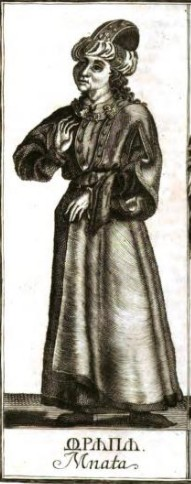
Mnata
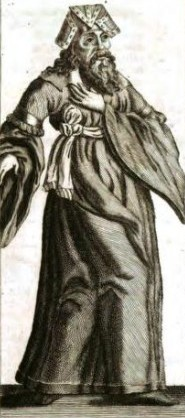
Vojen
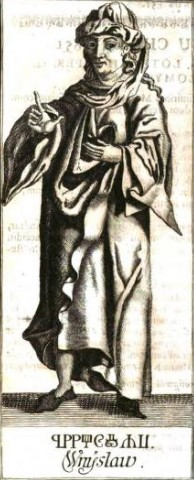
Vnislav
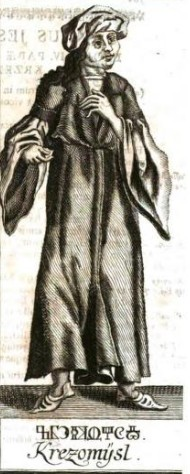
Křesomysl
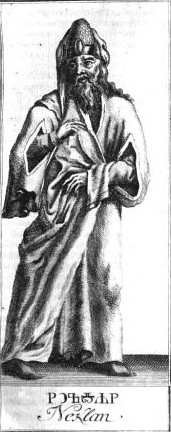
Neklan
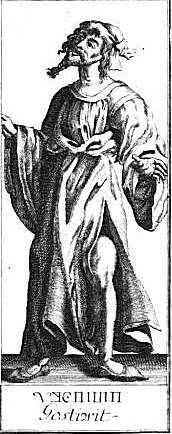
Hostivít